# Cosmo-SkyMed

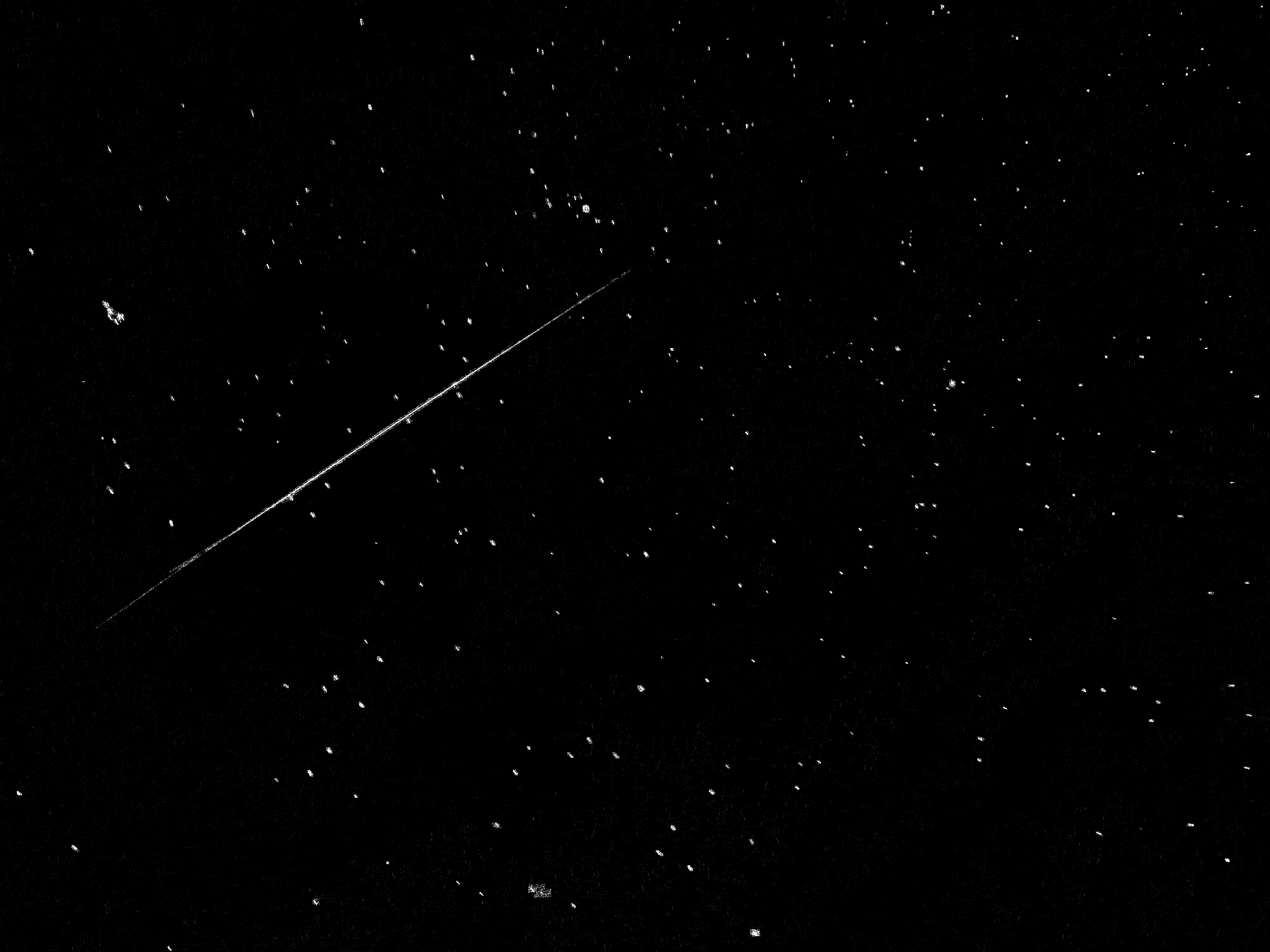
Una imagen de una llamarada de magnitud -1,7 desde un satélite COSMO-SkyMed sobre el Reino Unido.

Cosmo-SkyMed (COnstellation of small Satellites for the Mediterranean basin Observation) es una constelación de cuatro satélites artificiales equipos con radar de apertura sintética para realizar observaciones militares, pero cuyos productos están también disponibles para usuarios civiles.
El sistema está patrocinado por la Agencia Espacial Italiana y el ministerio de defensa de Italia. El proyecto comenzó en 1996 como un programa nacional de observación terrestre, y en 2001 el ministerio de defensa entró como participante en el proyecto, con lo que los detalles del proyecto se convirtieron en clasificados.
El primer satélite usa un radar en banda X, con los siguientes satélites utilizando radares multibanda (banda X, banda C, banda L y banda P). La constelación de satélites y el segmento terrestre están diseñados para proporcionar una cobertura global y continua de la superficie terrestre, siendo capaces de obtener imágenes estereoscópicas.
Los satélites están estabilizados en los tres ejes y disponen de dos paneles solares y una antena de radar que apunta en una dirección a 38° del sentido de desplazamiento del satélite. El sistema de apuntado está compuesto por un rastreador de estrellas y un receptor GPS de alta calidad. La actitud de los satélites está controlado mediante un volante de inercia y un sistema de propulsores.
La órbita de los satélites es heliosincrónica, sobre la línea del terminador. Con el sistema funcionando al completo se puede revisitar una misma localización en unas pocas horas. El sistema tiene la posibilidad de operar por pares para realizar mediciones interferométricas.
El primer satélite, Cosmo-SkyMed 1, fue lanzado el 8 de junio de 2007, y el segundo, Cosmo-SkyMed 2, ambos mediante cohetes Delta desde la base aérea de Vandenberg. Los otros dos satélites serán lanzados en un futuro cercano. 